# Ciento once
El ciento once (111) es el número natural que sigue al 110 y precede al 112.

## En matemáticas
- El 111 es un número compuesto, que tiene los siguientes factores propios: 1, 3 y 37. Como la suma de sus factores es 44 < 111, se trata de un número defectivo.
- Es un número de Harshad y un número de Moran.
- Es el primer repdigit de tres cifras en la serie de números naturales.
- Es el séptimo número totiente perfecto.

## En ciencia
- El 111 es el número atómico del roentgenio.

## En otros campos
- Es el número telefónico de emergencia en Nueva Zelanda.
- El compuesto químico 1,1,1-tricloroetano es un hidrocarburo clorado que se utilizó como disolvente industrial con el nombre comercial "Solvent 111".